# هيلي ماكان
هيلي ماكان (بالإنجليزية: Hailey McCann)‏ هي ممثلة أمريكية، ولدت في 3 أكتوبر 1995 في ريفرسايد في الولايات المتحدة.

## وصلات خارجية
- هيلي ماكان على موقع IMDb (الإنجليزية)
- هيلي ماكان على موقع ألو سيني (الفرنسية)
- هيلي ماكان على موقع قاعدة بيانات الأفلام السويدية (السويدية)
- هيلي ماكان على موقع قاعدة بيانات الفيلم (الإنجليزية)
- هيلي ماكان على موقع كينوبويسك (الروسية)